# Fernando Ponce de León (flautista)
Fernando Ponce de León (Madrid; 19 de mayo de 1965 -  ibidem, 19 de septiembre de 2024) fue un flautista y gaitero español. Reconocido principalmente por haber sido integrante de la banda española de folk metal, Mägo de Oz. Al final de su carrera formó parte de la banda José Andrëa y Uróboros.

## Biografía
Desde joven mostró una gran inclinación por la música, en particular por instrumentos de viento por lo que se especializó en la flauta. Sus padres le apoyaron desde pequeño en su formación musical, y completó sus estudios en el Real Conservatorio Superior de Música de Madrid. A Fernando le gustaba dedicar su tiempo libre a la lectura y al estudio de la mitología celta, que se convirtió en una de sus grandes pasiones.
Fernando trabajó en varios proyectos musicales en los que mezclaba el sonido de flauta y gaitas con música rock. En 1999 se une al grupo Mägo de Oz, el cual le daría cierta fama a nivel internacional.
En 2008, Fernando decide dejar Mägo de Oz tras casi una década, alegando diferencias creativas y el deseo de explorar nuevos horizontes musicales. Sin embargo, participó en varios eventos con la banda como invitado especial, manteniendo una buena relación con sus compañeros. Es hasta el 26 de junio de 2010 que se hace efectiva su salida cuando, en un concierto de la banda, en el Festival Rock de Cervantes, deja el concierto en la canción «Fuerza y honor». En 2015 se une a la gira de José Andrëa y Uróboros, Escape a la Tierra de Oz.
También fue miembro de la banda José Andrea y Uróboros, con quienes grabó el disco Bienvenidos al Medievo en febrero de 2019.

## Colaboraciones
- A Palo Seko[8]
- Ars Amandi
- Barón Rojo
- Boikot
- Breed 77
- Casa de Fieras
- Doro Pesch
- Gwendal
- José Andrëa
- Judith Mateo
- Los Suaves
- Los Porretas
- Luar Na Lubre
- Lurte
- Ñu
- Paraelissa
- Patricia Tapia
- Rosendo Mercado
- Sinkope
- Txus di Fellatio

## Discografía

### Con Mägo de Oz

#### Álbumes de estudio
- La Leyenda de la Mancha (1998)
- Finisterra (2000)
- Gaia (2003)
- Belfast (2004)
- Gaia II: La Voz Dormida (2005)
- The Best Oz (2006)
- La Ciudad de los Árboles (2007)
- Gaia III: Atlantia (2010)

#### Álbumes en vivo
- Fölktergeist (CD) (2002)
- A Costa da Rock (DVD) (2002)
- Madrid Las Ventas (CD doble y DVD) (2005)
- Barakaldo D.F. (CD y DVD) (2008)

### Con Ataca Paca
- Os están timando (2019)

### Con José Andrëa y Uróboros
- Bienvenidos al Medievo (2019)